# Žažar
Žažar je naselje v Občini Horjul.